# Stazione di Cascia-Serravalle
La stazione di Cascia-Serravalle è stata una stazione ferroviaria posta lungo la ex linea ferroviaria a scartamento ridotto Spoleto-Norcia, a servizio del territorio comunale  di Cascia, e della frazione nursina di Serravalle.

## Storia
La stazione fu inaugurata insieme alla linea il 1º novembre 1926 e rimase attiva fino al 31 luglio 1968.

## Strutture e impianti
La stazione era dotata da un fabbricato viaggiatori, due binari e un deposito locomotive posto dietro al fabbricato.